# Futbolistas Argentinos Agremiados
Futbolistas Argentinos Agremiados (FAA) es el sindicato que agrupa a los jugadores profesionales de fútbol en la República Argentina.
FAA fue creado en 1944, dentro de la Confederación General del Trabajo (CGT). Su primer presidente fue Fernando Bello y el vicepresidente fue Adolfo Pedernera. En 1948 declaró una prolongada huelga en la que obtuvo el reconocimiento de salarios mínimos para los jugadores de primera y segunda división. En 1973 obtuvo el Estatuto del Futbolista (Ley 20.160) y el primer convenio colectivo, que lleva el N.º 141/73.
Cuenta con una obra social, Obra Social del Futbolista, gestiona el Instituto de Medicina del Deporte y Rehabilitación (I.M.D.Y.R.) para prevención de lesiones y atención de los jugadores lesionados y la Fundación del Futbolista.